# Cometes abyssinica
Cometes abyssinica là loài thực vật có hoa thuộc họ Cẩm chướng. Loài này được R.Br. ex Wall. mô tả khoa học đầu tiên năm 1829.